# Tecnica della confusione
La definizione "tecnica della confusione" si riferisce a una precisa modalità di comunicazione, anche mediante atti e comportamenti, finalizzata a indurre la trance in un soggetto durante un trattamento psicoterapeutico mediante ipnosi. Tale tecnica comunicativa «consiste essenzialmente nel creare uno stato di confusione intellettuale – sia mediante l'uso di spiegazioni pseudologiche dall'apparenza estremamente complicata, sia parlando in modo serio, e quindi sconcertante, delle cose più banali».
L'abitudine a seguire schemi di pensiero e relazioni lineari di causa-effetto, comporta l'impossibilità, per gran parte delle persone, di tollerare le situazioni di ambiguità senza cercarne la risoluzione.
Una comunicazione ambigua, finalizzata all'induzione della trance, attraendo l'attenzione sullo stimolo confusivo la allontana dagli abituali sistemi di riferimento, dalle credenze consolidate e dagli schematismi di conforto; la ricerca di senso introspettiva inconscia provoca lo stato di trance, durante il quale l'operatore può ottenere atti involontari e soprattutto somministrare suggestioni al fine di una desiderata modificazione del comportamento nello stato vigile.
La tecnica della confusione viene utilizzata anche per indurre la trance al fine di modificare e trasformare un comportamento o un sistema di credenze nocivi.
La suggestione passa più facilmente nello stato di trance per confusione in quanto esso predispone il soggetto ad accogliere la prima idea che lo rassicuri sembrando mettere ordine nella sua confusione e ristabilire l'equilibrio atteso nel pensiero e nella percezione; in ciò gioca un ruolo importantissimo l'attribuzione di fiducia all'operatore e lo stato di dipendenza da questo.